# Egy igazán dühös ember
Az Egy igazán dühös ember (eredeti cím: Wrath of Man) 2021-ben bemutatott brit-amerikai akció-thriller, melyet Nicolas Boukhrief 2004-es Cash Truck című francia filmje alapján Guy Ritchie rendezett, a forgatókönyvíró Ritchie, Ivan Atkinson és Marn Davies. A főszerepben Jason Statham, Holt McCallany, Jeffrey Donovan, Josh Hartnett, Laz Alonso, Chris Reilly, Raúl Castillo, DeObia Oparei, Eddie Marsan és Scott Eastwood látható. Ez Ritchie és Statham negyedik közös együttműködése a 2005-ös Revolver óta.
A filmet több országban 2021. április 22-én mutatták be, az Amerikai Egyesült Államokban május 7-én. További bemutatók dátumai a mozikban: Egyesült Királyság: július 23., Magyarország: június 10.
Általánosságban vegyes értékeléseket kapott a kritikusoktól. A Rotten Tomatoeson az Egy igazán dühös ember 66%-os minősítést kapott, 209 értékelés alapján. A Metacritic oldalán a film értékelése 57% a 100-ból, ami 36 véleményen alapul. A projekt világszerte 72 millió dolláros bevételnél tart.

## Cselekmény
Patrick Hill a Fortico Securitynél, egy páncélozott teherautókkal foglalkozó cégnél kezd el dolgozni. Miután a felettese, Terry megdicséri a referenciáiért, bemutatkozik Golyónak, aki „H” becenévvel illeti, és felügyeli a betanítását. H-nak nehézkes a kezdete a kollégáival, különösen Boy Sweat Dave-vel, a titokzatos természete miatt.
Egy nap Golyót túszul ejtik egy pénzátadás során, és az emberrablók a teherautójukban lévő 2 millió dollárt követelik. Amikor H és Dave találkozik az emberrablókkal, H pontos lövésekkel sorra elintézi őket.
Egy későbbi támadás során H teherautóját is megtámadják, ő kiszáll a kocsiból hátul, amikor a teherautót könnygázzal árasztják el, ekkor a rablók őt meglátva visszavonulnak.
H lefekszik egyetlen munkatársnőjével, Dana Curtisszel, és fegyvert fog rá, hogy kifaggassa arról a nagy összegű pénzről, amit otthon egy dobozban tart. A nő azt állítja, hogy egyszer pénzt lopott egy átadáskor saját nyugdíjcélra, és azt mondja, hogy ez volt az egyetlen alkalom. H megkíméli az életét, de további következményekkel fenyegetőzik, ha megtudja, hogy a nő információkat hallgat el.
Öt hónappal korábban H a fiával, Dougie-val szeretne egy kis időt tölteni, amikor vonakodva felvesz egy hívást, amelyben arra kérik, hogy segítsen egy páncélautó mozgásának felderítésében egy tervezett rablás miatt. H megáll a páncélautó raktárával szemben, és megkéri Dougie-t, hogy várjon a kocsiban, amíg ő elmegy a raktár melletti büféhez. H telefonál, amikor a teherautó elindul, és elmondja a telefonba, hogy merre fordult, és ahogy a teherautó a híd alá hajt, egy építőmunkásnak öltözött rablócsoport támadja meg, akik kirabolják a pénzszállítót, megölik az őröket és Dougie-t is, mert szemtanú volt. Amikor H oda akar futni, őt is lelövik, de túléli.
Ekkor derül ki, hogy H valójában Hargreaves, egy bűnszövetkezet főnöke; a szindikátus tagjai voltak azok, akik a második támadást elkövették H teherautója ellen. Miután Dougie anyja H-t teszi felelőssé a fia haláláért, és elhagyja, H követeli, hogy találják meg a felelősöket. Miután kimerített egy listát a gyanúsítottakról, és nem jutott semmire, Hargreaves társa szerint a rablás belső munka volt. H azt mondja, hogy visszarepül Londonba, hogy kitisztítsa a fejét, de valójában egy helyi kapcsolatát, Kirsty-t keresi fel, aki átadja neki Patrick Hill hamis személyazonosságát, valamint a Dougie haláláról szóló boncolási jegyzőkönyvet.
A fegyveres rablók egy korábbi katonai szakasz, akik Jackson parancsnoksága alatt szolgáltak, és köztük egy Jan nevű férfival együtt, aki megölte az őröket és Dougie-t is. A megélhetési gondokkal küszködve a csapat elhatározza, hogy egyre ambiciózusabb rablásokba kezd, amelyeket Jackson és Tom nagy részletességgel megtervez, miközben Jan kivételével fenntartják a normális életük és családjuk látszatát. Először egy gazdag embert próbálnak meg meglopni, akinek volt katonatársuk, Carlos biztonsági őrként dolgozik, de csak néhány százezer dollárhoz jutnak.
Ezután elhatározzák, hogy a páncélozott teherautókat üzemeltető cégeknél lévő kapcsolataikat kihasználva több millió dollárt lopnak el. Amikor kitervelik a Fortico-rablást, Jan a csapat többi tagjának akarata ellenére megöli az őröket és Dougie-t.
Néhány hónappal később Jackson és Tom összehozza a csapatot egy sokkal nagyobb, de kockázatosabb végső rablásra, hogy több mint 150 millió dollárt raboljanak el a Fortico raktárból „Black Friday” alkalmából, mert akkor van ott a legtöbb pénz egyszerre. H és Golyó együtt vezetnek, amikor Golyó elárulja, hogy ő a tolvajok bennfentese, és arra kéri H-t, hogy működjön együtt velük, ezzel elkerülheti, hogy meghaljon.
A teljes testpáncélba öltözött fegyveres rablók a teherautóba bújva bejutnak a raktárba, és túszokat kezdenek ejteni, köztük Terryt és Dave-et. Az egyik alkalmazott beindítja a riasztót, és a fegyverpult mögött álló alkalmazottak lőni kezdenek a rablókra, de azok elintézik őket.
H megfojtja Carlost és elveszi a testpáncélját, Dave-et ugyanerre ösztönzi, miközben Terry elbújik. Golyó megöli Dave-et, Danát és a megmaradt őröket, majd lelövi H-t. Golyó, Jackson és Jan az egyetlenek, akik kijutnak a raktárból, bár Jackson súlyosan megsebesült. Jackson előveszi a pisztolyát, de Jan lefogja és elvágja a torkát.
Golyó és Jan úgy kerülik el a rendőröket, hogy egy föld alatti alagúton jutnak ki, ami csak régi térképeken van rajta. Amikor eljutnak az alagút végére, Golyó előveszi a pisztolyát, hogy megpróbálja megölni Jant, de Jan előbb végez vele.
Jan sikeresen meglép az összes pénzzel, mielőtt a rendőrség felderítené, hogy hol jutott ki az alagútból.
Jan lakásán az egyik pénzeszsákban csörög egy telefon, amit H helyezett el ott, hogy lenyomozza a tartózkodási helyét. H szembesíti Jant Dougie boncolási jegyzőkönyvével, mielőtt lelőné őt ugyanazokon a helyeken, ahol Dougie-t is meglőtték, és ezzel megöli. H otthagyja a pénzt az FBI-os kapcsolatának, és elhajtanak az egyik társával.

## Szereplők
| Szerep                        | Színész             | Magyar hang         |
| ----------------------------- | ------------------- | ------------------- |
| Patrick "H" Hill / Hargreaves | Jason Statham       | Epres Attila        |
| Haiden Blaire / Golyó         | Holt McCallany      | Király Attila       |
| Bob Martin                    | Rocci Williams      | Karácsonyi Zoltán   |
| Jackson                       | Jeffrey Donovan     | Kardos Róbert       |
| Dave Hancock                  | Josh Hartnett       | Varga Gábor         |
| Jan                           | Scott Eastwood      | Fehér Tibor         |
| King ügynök                   | Andy García         | Rosta Sándor        |
| Brad                          | DeObia Oparei       | Bognár Tamás        |
| Carlos                        | Laz Alonso          | Olt Tamás           |
| Sam                           | Raúl Castillo       | Zöld Csaba          |
| Tom                           | Chris Reilly        | Varga Rókus         |
| Terry                         | Eddie Marsan        | Scherer Péter       |
| Dana Curtis                   | Niamh Algar         | Oroszlán Szonja     |
| Mike                          | Darrell D'Silva     | Faragó András       |
| Moggy                         | Babs Olusanmokun    | Pál András          |
| Hubbard FBI-ügynök            | Josh Cowdery        | Kárpáti Levente     |
| Blake Halls főnök             | Rob Delaney         | Petridisz Hrisztosz |
| Kirsty                        | Lyne Renée          | Bertalan Ágnes      |
| Dougie                        | Eli Brown           | Czető Ádám          |
| John                          | Alex Ferns          | Koncz István        |
| Stuart                        | Alessandro Babalola | Pál Tamás           |
| Shirley                       | Tadhg Murphy        | Dér Zsolt           |
| Brendan                       | Cameron Jack        | Maday Gábor         |
| Okey                          | Jason Wong          | Kiss Horváth Zoltán |
| Jerome                        | Thomas Dominique    | Hám Bertalan        |
| Super                         | Mark Arnold         | Hannus Zoltán       |
| Jane                          | Eve Macklin         | Járó Zsuzsa         |
| Mick                          | N/A                 | Sztarenki Pál       |
| Charlie                       | N/A                 | Dózsa Zoltán        |
| rabló                         | Post Malone         | N/A                 |
| fegyveres                     | Gerald Tyler        | N/A                 |

## Bemutató
A filmet 2021. április 22-én mutatták be több országban, többek között Oroszországban, Új-Zélandon, Ausztráliában és Németországban. 2021. május 7-én az Amerikai Egyesült Államokban, Kínában május 10-én. A filmet eredetileg január 15-én mutatták volna be az Egyesült Államokban, de a COVID-19 világjárvány miatt csúszott. Később április 23-ra halasztották, majd végül május 7-ig tolták.

## Fordítás
- Ez a szócikk részben vagy egészben  a   Wrath of Man című angol Wikipédia-szócikk fordításán alapul.  Az eredeti cikk szerkesztőit annak laptörténete sorolja fel. Ez a jelzés csupán a megfogalmazás eredetét és a szerzői jogokat jelzi, nem szolgál a cikkben szereplő információk forrásmegjelöléseként.